# STS-77
STS-77 (englisch Space Transportation System) ist eine Missionsbezeichnung für das US-amerikanische Space Shuttle Endeavour (OV-105) der NASA. Der Start erfolgte am 19. Mai 1996. Es war die 77. Space-Shuttle-Mission und der elfte Flug der Raumfähre Endeavour.

## Mannschaft
- John Casper (4. Raumflug), Kommandant
- Curtis Brown (3. Raumflug), Pilot
- Daniel Bursch (3. Raumflug), Missionsspezialist
- Marc Garneau (2. Raumflug), Missionsspezialist ( CSA/ Kanada)
- Mario Runco (3. Raumflug), Missionsspezialist
- Andrew Thomas (1. Raumflug), Missionsspezialist

## Missionsbeschreibung
Vier Aufgabenbereiche nahmen Raumfahrer und Bodencrews während der Endeavour-Mission in Angriff. Erstmals getestet wurden das Aufblasen einer größeren Struktur im Weltraum und die Selbststabilisation der Lage eines kleinen Satelliten ohne die Verwendung von Treibgasen oder Kreiseln. Im Spacehab wurde eine Reihe kommerzieller Untersuchungen in den Bereichen Biotechnologie, Elektronik und Materialwissenschaft sowie Polymerforschung und Landwirtschaft angestellt, während in der Ladebucht mehrere technologische Experimente weitgehend automatisch abliefen.

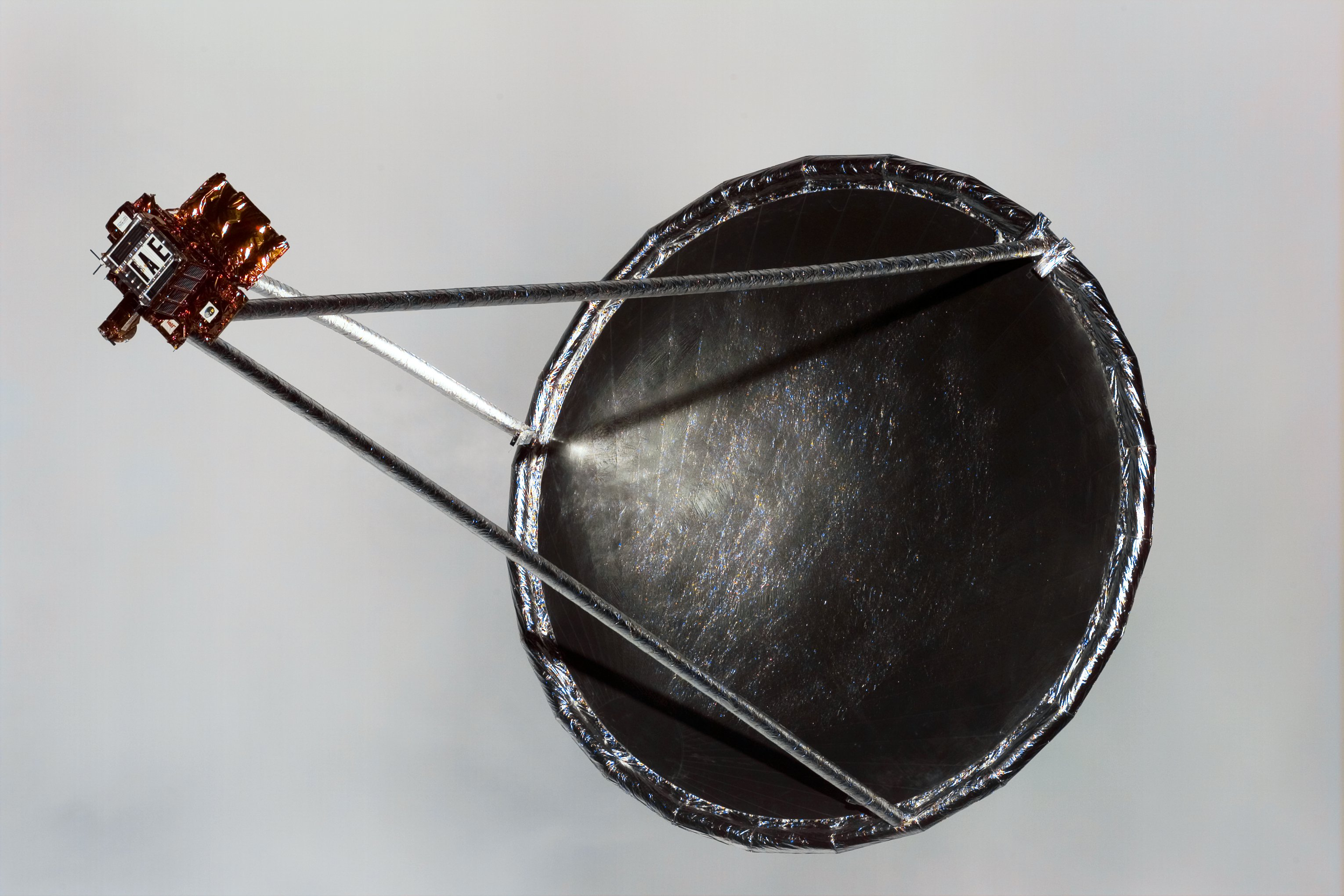
Spartan-Satellit mit der entfalteten Antenne

Am 2. Flugtag wurde ein SPARTAN-Satellit ausgesetzt, auf dem eine aufblasbare Parabolantenne (IAE) montiert war. Kurz nach dem Aussetzen wurde der Mechanismus zum Entfalten aktiviert und die Antenne auf eine Größe von 26 × 14 Meter gebracht. Das entspricht etwa der Größe eines Tennisplatzes. Dabei hatte die Antenne lediglich eine Masse von 66 Kilogramm. Nach 90 Minuten wurde die Antenne vom Satelliten getrennt. Sie verglühte wenige Tage später in der Erdatmosphäre. SPARTAN wurde mit dem Manipulatorarm wieder in der Nutzlastbucht des Shuttle verstaut. Es war der achte Einsatz eines derartigen Satelliten. Erstmals wurden zur Datenspeicherung keine Magnetbänder, sondern EEPROMs verwendet. Aufblasbare Strukturen sollen in Zukunft bei Experimenten verwendet werden, bei denen keine großen mechanischen Belastungen auftreten. Damit werden nicht nur Platz und Masse, sondern auch erhebliche Kosten gespart.
Am vierten Flugtag wurde der kleine Technologiesatellit PAMS (Passive Aerodynamically stabilized Magnetically damped Satellite) aus der Ladebucht katapultiert. Dabei wurde er absichtlich ins Trudeln gebracht. Er sollte sich innerhalb weniger Tage allein durch die Masseverteilung und die Wirkung des Erdmagnetfeldes in einer bestimmten Fluglage stabilisieren. Dazu näherte sich die Endeavour dem Satelliten insgesamt drei Mal bis auf etwa 700 Meter und maß die Lage mit Hilfe eines Lasersystems (Attitude Measurement System). Zwischendurch wuchs die Distanz zeitweilig bis auf 150 Kilometer. Der Satellit stabilisierte sich zwar langsamer als vorhergesagt, nach 4 Tagen hatte er die vorgesehene Lage aber mit einer Genauigkeit von 0,05° erreicht.
Das Spacehab ist ein kommerzielles Weltraumlabor, das in die Nutzlastbucht des Shuttle eingebaut wird und Platz für vielfältige Experimente bietet. Es wird zum größten Teil von Industrieunternehmen genutzt, um neue Technologien zu erproben oder neuartige Materialien und geeignete Substanzen herzustellen.
In der Medizin ist es oftmals notwendig, bestimmte Zelltypen zu isolieren. Dazu müssen die entsprechenden Zellen identifiziert und von den anderen getrennt werden. Mit Advanced Separation Process for Organic Materials (ADSEP) soll das Verständnis gravitationsbedingter Effekte bei der Herstellung von Hämoglobinprodukten verbessert werden. Auf der Basis von Hämoglobin sollen neuartige Bluttransfusionspräparate entwickelt werden. Die Apparatur Commercial Generic Bioprocessing Apparatus enthielt 272 kleine Behälter in vier Temperaturzonen. Die Forschungen betrafen chemische Substanzen, Zell- und Gewebekulturen sowie kleine Tiere und Pflanzen. Unter anderem wurde die Wirksamkeit verschiedener experimenteller Pharmazeutika überprüft, die Kristallisation von RNA untersucht, um Erkenntnisse über die dreidimensionale Struktur bestimmter Oligonukleotide zu gewinnen, Chemikalien zur Beschleunigung der Differenziation von Makrophagen im Knochenmark erprobt und Zellwachstumshemmer für die Krebsforschung getestet.
In der Schwerelosigkeit verändert sich der Stoffwechsel der Pflanzen. Diese Veränderungen wurden im Plant Generic Bioprocessing Apparatus beispielsweise an Artimisia annua erforscht. Diese Pflanze produziert einen Wirkstoff, der gegen Malaria eingesetzt wird. Weitere Untersuchungen galten Cataranthus rosens, den Auswirkungen eines Raumfluges auf Stärke, Zucker und Fettsäuren spezieller Spinatpflanzen sowie der Ligninproduktion von Kiefern und Klee. Beim Experiment Fluids Generic Bioprocessing Apparatus 2 wurde die Möglichkeit untersucht, die wesentlichen Bestandteile von Softdrinks, nämlich Wasser, Kohlendioxid und Aromasirup erst am Verbrauchsort zu mischen. Damit sollte die Qualität des Getränkes verbessert und die Schaumbildung minimiert werden. Außerdem wurde die Änderung der Geschmackswahrnehmung in der Schwerelosigkeit erforscht. Auf dem Mitteldeck der Endeavour wurde im Rahmen von Immune 3 untersucht, ob ein insulinähnlicher Wachstumsfaktor die schädlichen Wirkungen eines Raumfluges auf Immun- und Knochensystem reduzieren kann. Erkenntnisse auf diesem Gebiet könnten auch auf der Erde von Nutzen sein, z. B. zur Linderung von Schädigungen, die durch eine Bestrahlung oder Chemotherapie hervorgerufen wurden. Gleich drei Geräte zur Herstellung reiner Proteinkristalle kamen beim Endeavour-Flug zum Einsatz. So wurde bei Commercial Protein Crystal Growth eine neue Insulinform kristallisiert, deren Struktur auf der Erde mit Hilfe von Röntgenstrahlung genau analysiert wurde. Außerdem wurden Proteine produziert, die auf der Erde gegen verschiedene Krankheiten eingesetzt werden.
Bei Gas Permeable Polymer Membrane ging es um die Entwicklung gasdurchlässiger Kontaktlinsen. Dies soll einem besseren Tragekomfort, einer längeren Haltbarkeit und einer einfacheren Herstellung dienen. Im Experiment Handheld Diffusion Test Cell wurde in vier Testzellen eine Art der Kristallisation getestet, die auf der Erde nicht funktioniert. Zwei Flüssigkeiten laufen ineinander, ohne sich zu vermischen. Das Anwachsen der Konzentration der zweiten Flüssigkeit führt dazu, dass die erste erstarrt. Verwendet wurden biologisch relevante Substanzen wie Lysozyme, Katalase, Myoglobin, Taumatin und Ferritin. Studiert wurde auch die Kristallisation bestimmter Proteine des Tabakmosaikvirus und des Gelben Rübenmosaikvirus. Die Anlage Commercial Float Zone Furnace wurde gemeinsam von Deutschland, den USA und Kanada entwickelt. Ziel ihres Einsatzes war die Herstellung großer, sehr reiner Mischhalbleiter- und Metalloxidkristalle für elektronische Bauelemente und Infrarot-Detektoren. Verwendet wurden beispielsweise Galliumarsenid und Galliumantimonid. Die Regelmäßigkeit des Kristallwachstums wird dabei von einer flüssigen Hülle um die eigentliche Kristallisationszone unterstützt.
Quecksilberchlorid wird als elektrooptisches Material in der Spektralfotografie verwendet. Mit der Space Experiment Facility sollte durch Sintern aus flüssiger Phase ein Quecksilberchloridkristall hergestellt werden. Es trat allerdings ein irreparabler Defekt auf. Sintern nennt man das Verbinden von pulverartigen Materialien unter großer Hitze. Bei den Experimenten im Weltraum wird eine hohe Regelmäßigkeit erreicht, wodurch die Erforschung der Eigenschaften derartiger Legierungen vereinfacht wird. Die nationalen Gesundheitsinstitute der USA erforschen seit Jahren den Gewebeverlust in der Schwerelosigkeit. Der Untersuchungskomplex C7 beschäftigte sich mit Schäden auf zellularer Ebene. Verwendet wurden dazu Knochen- und Muskelzellen von Hühnerembryos. Bei diesem Flug wurden speziell die Anlagerung von Kalk bei reifen Knorpelzellen und die Beschädigung von Muskelfasern untersucht. Die dazu verwendete Anlage befand sich im Mitteldeck des Shuttle.
Über die kommerziellen Forschungen hinaus wurden auch technologische und wissenschaftliche Experimente der NASA durchgeführt. So wurde die Schockkühlung von Infrarotsensoren durch Wasserstoffverdampfung getestet (Brilliant Eyes Ten Kelvin Sorption Cryocooler Experiment). Damit konnte gezeigt werden, dass diese effektive Kühlmethode auch im Weltraum funktioniert. Sie kommt ohne mechanisch bewegliche Teile aus und ist deshalb vibrationsfrei. In dem kleinen Aquarium ARF (Aquatic Research Facility) wurden Embryonalentwicklung, Veränderungen an Gewebestrukturen und die Orientierungsfähigkeit von Seesternen, Muscheln und Seeigeln studiert. Insbesondere die Entwicklung von kalkhaltigem Gewebe ist hier von Interesse. Untersucht wurde aber auch das Futterverhalten der Tiere. Außerdem wurde die Synthese muskelbildender Proteine beim Tabak-Hornwurm während seiner Metamorphose erforscht (Biological Research In a Canister). Anhand von Blut- und Muskelzellproben wurde das endokrine System des Wurms untersucht.
In der Ladebucht der Endeavour waren drei weitere Experimente installiert. Damit wurde ein Positions- und Lagebestimmungssystem auf der Basis von GPS getestet (Global Positioning System Attitude and Navigation Experiment), die Leistungsfähigkeit einer Wärmepumpe untersucht, die mit flüssigem Metall arbeitet (Liquid Metal Thermal Experiment) sowie ein neues Betankungssystem erprobt (Vented Tank Resupply Experiment). Dabei befindet sich im Tank neben der Einfüllöffnung ein zusätzliches Loch zur Entlüftung. Eine Reihe flacher Paneele sammelt die Flüssigkeit am Einfüllstutzen und verhindert damit, dass die Flüssigkeit aus der zweiten Öffnung wieder entweicht. Weitere Experimente in Containern (Get Away Specials) beschäftigten sich mit dem Studium von Gammastrahlungsausbrüchen, der Verdampfung von Quecksilberjodid und der anschließenden Strömungsgeschwindigkeit des Dampfes, der Herstellung von Nanokristallen und organischen Halbleitermaterialien, Glimmbränden in porösen Materialien, dem Wärmetransport beim Sieden und der Druckkontrolle in teilweise mit tiefgekühlten Flüssiggasen gefüllten Tanks. Außerdem wurden verschiedene Pflanzenproben mitgeführt, die anschließend von Schülern amerikanischer Schulen untersucht wurden.
Die Endeavour landete planmäßig am 29. Mai am Kennedy Space Center.